# Pulaski (Virgínia)
Pulaski és una població dels Estats Units a l'estat de Virgínia. Segons el cens del 2000 tenia 9.473 habitants.

## Demografia
Segons el cens del 2000, Pulaski tenia 9.473 habitants, 4.173 habitatges, i 2.670 famílies. La densitat de població era de 467,7 habitants per km².
Dels 4.173 habitatges en un 25,9% hi vivien nens de menys de 18 anys, en un 45,8% hi vivien parelles casades, en un 14% dones solteres, i en un 36% no eren unitats familiars. En el 31,9% dels habitatges hi vivien persones soles el 15,4% de les quals corresponia a persones de 65 anys o més que vivien soles. El nombre mitjà de persones vivint en cada habitatge era de 2,24 i el nombre mitjà de persones que vivien en cada família era de 2,8.
Per edats la població es repartia de la següent manera: un 21,7% tenia menys de 18 anys, un 7,7% entre 18 i 24, un 27,3% entre 25 i 44, un 25% de 45 a 60 i un 18,3% 65 anys o més.
L'edat mediana era de 40 anys. Per cada 100 dones de 18 o més anys hi havia 83,4 homes.
La renda mediana per habitatge era de 25.481$ i la renda mediana per família de 36.339$. Els homes tenien una renda mediana de 28.054$ mentre que les dones 20.177$. La renda per capita de la població era de 21.338$. Entorn del 16,1% de les famílies i el 21,8% de la població estaven per davall del llindar de pobresa.

## Poblacions més properes
El següent diagrama mostra les poblacions més properes.